# Valča
Valča (Hongaars: Valcsa) is een Slowaakse gemeente in de regio Žilina, en maakt deel uit van het district Martin.
Valča telt 1.510 inwoners.

## Foto's

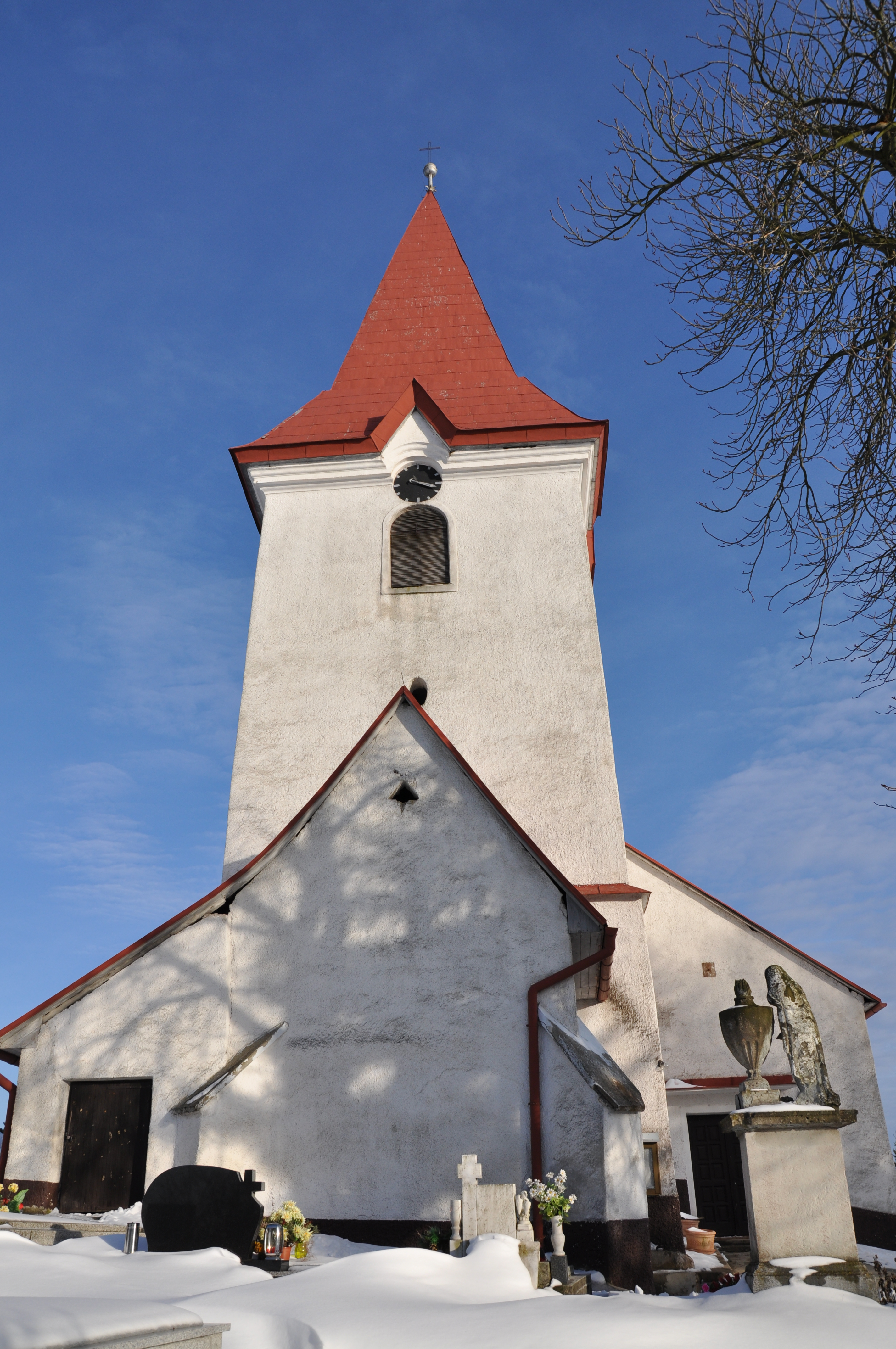
Kerk